# Leon Draisaitl
Leon Draisaitl (* 27. října 1995 Kolín nad Rýnem) je německý hokejový útočník hrající v severoamerické National Hockey League (NHL) za tým Edmonton Oilers, který ho v roce 2014 draftoval ze 3. pozice.
Draisaitl je synem bývalého německého hokejisty českého původu a nyní kouče Petera Draisaitla, který za německou hokejovou reprezentaci startoval na sedmi mistrovstvích světa, na světové poháru a na třech olympijských hrách a odehrál za ní dohromady 146 utkání.

## Hráčská kariéra
Draisaitl byl draftován v roce 2014 jako třetí celkově týmem Edmonton Oilers, čímž se stal nejvyšší umístěným německým hráčem, který byl draftován do NHL (Dany Heatley, který byl vybrán v roce 2000 jako celkově druhý, se sice narodil v Německu, ale vyrůstal v Kanadě).
Dne 12. srpna 2014 podepsal s Oilers tříletou nováčkovskou smlouvu. Poté, co s Edmontonem absolvoval předsezónní tréninkový kemp, debutoval v NHL 9. října 2014 proti Calgary Flames. Svou první branku v této soutěži vstřelil 24. října 2014 Antonu Chudobinovi proti Carolině Hurricanes. Draisaitl odehrál v sezóně 2014/15 37 zápasů, ve kterých zaznamenal dva góly a čtyři asistence, předtím, než byl poslán zpět do juniorského týmu Prince Albert Raiders. Přesun do týmu byl proveden částečně proto, aby se zabránilo zkrácení Draisaitlovy smlouvy o jeden rok (byl by se počítal, kdyby za tým v nováčkovské sezóně odehrál 40 her).

## Prvenství
- Debut v NHL – 9. října 2014 (Edmonton Oilers proti Calgary Flames)
- První asistence v NHL – 15. října 2014 (Arizona Coyotes proti Edmonton Oilers)
- První gól v NHL – 24. října 2014 (Edmonton Oilers proti Carolina Hurricanes, ruskému brankáři Anton Chudobin)
- První hattrick v NHL – 7. května 2017 (Edmonton Oilers proti Anaheim Ducks)

## Klubové statistiky
| Sezóna      | Klub                   | Soutěž      |     | Základní část | Základní část | Základní část | Základní část | Základní část |    | Play off | Play off | Play off | Play off | Play off |
| Sezóna      | Klub                   | Soutěž      | Z   | G             | A             | B             | TM            | Z             | G  | A        | B        | TM       |          |          |
| 2011/12     | Jungadler Mannheim U18 | DNL         | 35  | 21            | 35            | 56            | 39            | 8             | 6  | 6        | 12       | 2        |          |          |
| 2012/13     | Prince Albert Raiders  | WHL         | 64  | 21            | 37            | 58            | 22            | 4             | 0  | 4        | 4        | 0        |          |          |
| 2013/14     | Prince Albert Raiders  | WHL         | 64  | 38            | 67            | 105           | 24            | 5             | 1  | 4        | 5        | 4        |          |          |
| 2014/15     | Edmonton Oilers        | NHL         | 37  | 2             | 7             | 9             | 4             | —             | —  | —        | —        | —        |          |          |
| 2014/15     | Kelowna Rockets        | WHL         | 32  | 19            | 34            | 53            | 25            | 19            | 10 | 18       | 28       | 12       |          |          |
| 2015/16     | Bakersfield Condors    | AHL         | 6   | 1             | 1             | 2             | 4             | —             | —  | —        | —        | —        |          |          |
| 2015/16     | Edmonton Oilers        | NHL         | 72  | 19            | 32            | 51            | 20            | —             | —  | —        | —        | —        |          |          |
| 2016/17     | Edmonton Oilers        | NHL         | 82  | 29            | 48            | 77            | 20            | 13            | 6  | 10       | 16       | 19       |          |          |
| 2017/18     | Edmonton Oilers        | NHL         | 78  | 25            | 45            | 70            | 30            | —             | —  | —        | —        | —        |          |          |
| 2018/19     | Edmonton Oilers        | NHL         | 82  | 50            | 55            | 105           | 52            | —             | —  | —        | —        | —        |          |          |
| 2019/20     | Edmonton Oilers        | NHL         | 71  | 43            | 67            | 110           | 18            | 4             | 3  | 3        | 6        | 0        |          |          |
| 2020/21     | Edmonton Oilers        | NHL         | 56  | 31            | 53            | 84            | 22            | 4             | 2  | 3        | 5        | 2        |          |          |
| 2021/22     | Edmonton Oilers        | NHL         | 80  | 55            | 55            | 110           | 40            | 15            | 7  | 21       | 28       | 6        |          |          |
| 2022/23     | Edmonton Oilers        | NHL         | 80  | 52            | 76            | 128           | 24            | 12            | 13 | 5        | 18       | 10       |          |          |
| 2023/24     | Edmonton Oilers        | NHL         | 81  | 41            | 65            | 106           | 76            | 25            | 10 | 21       | 31       | 14       |          |          |
| NHL celkově | NHL celkově            | NHL celkově | 719 | 347           | 503           | 850           | 306           | 74            | 41 | 67       | 108      | 51       |          |          |

## Reprezentace
| Rok             | Tým             | Soutěž          | Z  | G | A  | B  | TM |
| --------------- | --------------- | --------------- | -- | - | -- | -- | -- |
| 2012            | Německo 17      | SP do 17 let    | 5  | 1 | 4  | 5  | 0  |
| 2012            | Německo 18      | MS18            | 6  | 2 | 5  | 7  | 2  |
| 2013            | Německo 20      | MSJ             | 6  | 2 | 4  | 6  | 2  |
| 2013            | Německo 18      | MS18            | 5  | 1 | 6  | 7  | 4  |
| 2014            | Německo 20      | MSJ             | 6  | 2 | 4  | 6  | 52 |
| 2014            | Německo         | MS              | 7  | 1 | 3  | 4  | 0  |
| 2016            | Německo         | MS              | 8  | 1 | 3  | 4  | 4  |
| Junioři celkově | Junioři celkově | Junioři celkově | 28 | 8 | 23 | 31 | 60 |
| Senioři celkově | Senioři celkově | Senioři celkově | 15 | 2 | 6  | 8  | 4  |

#### Profily
- Leon Draisaitl – statistiky na Hockeydb.com (anglicky)
- Leon Draisaitl – statistiky na Elite Prospects (anglicky)
- Leon Draisaitl – statistiky na NHL.com

| Předchůdce             | Leon Draisaitl                                | Nástupce                |
| Darnell Nurse (Kanada) | Výběr v prvních kolech Edmontonem Oilers 2014 | Connor McDavid (Kanada) |